# Anglonormandisk häst

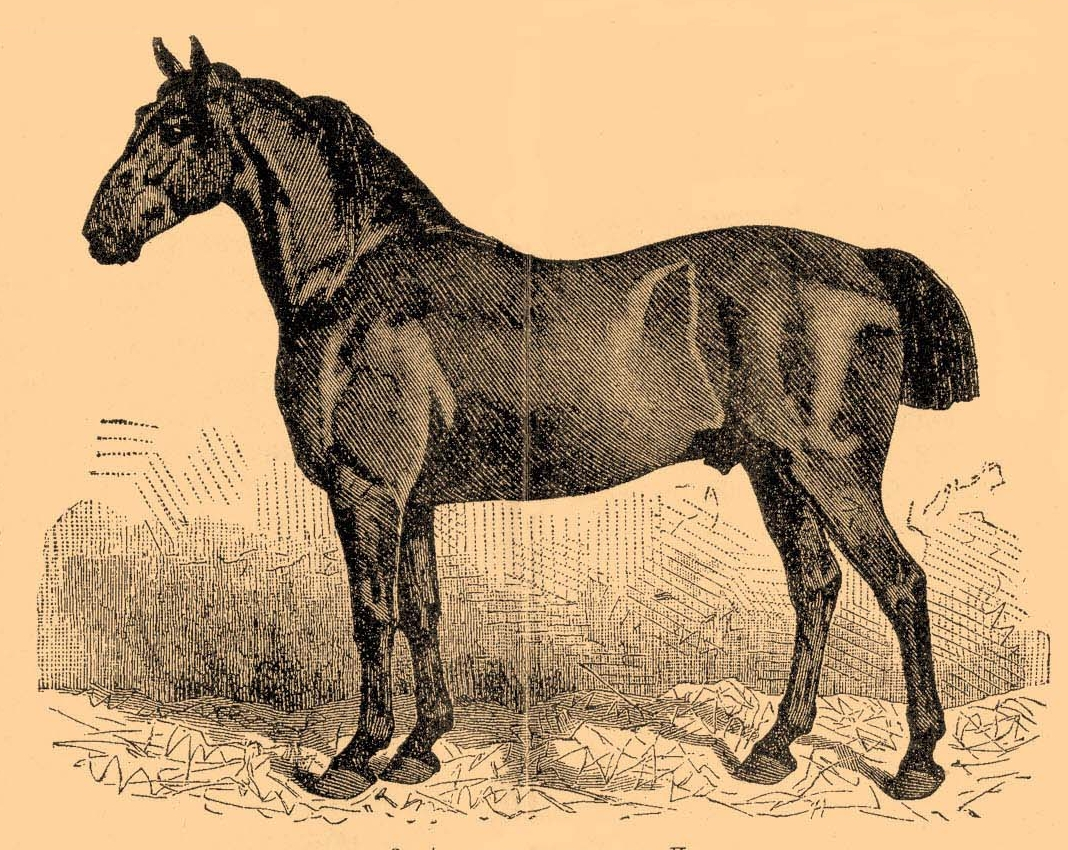
Anglonormandisk häst

Anglonormandiska hästar var olika typer av hästar som härstammade från korsningar mellan engelska fullblod och tyngre kallblodshästar från Normandie, Frankrike. Dessa hästar var mycket populära under 1800-talet inom många olika områden, och användes bland annat för att avla fram många av dagens moderna hästraser. Dagens motsvarigheter anses vara den normandiska coben och selle français-hästen. Anglonormandiska hästar var inte en specifik hästras utan snarare en benämning för alla slags hästar med sina rötter i engelska fullblod och normandiska hästar.

## Historia
Efter Napoleon I:s nederlag i slaget vid Waterloo år 1815 hävdes den kontinentala handelsblockaden. Med bistånd från statsstuterierna fördes då stort antal engelska fullblodshästar över Engelska kanalen till Normandie. Även korsningar mellan fullbloden och andra lättare halvblodshästar eller körhästar som den mycket populära norfolktravaren fördes över till Frankrike, samt engelska hunterhästar, jakthästar som förut var tämligen okända i Frankrike. Där korsade de lokala normandiska bönderna dessa hästar med sina mycket tyngre normandiska arbetshästar och brukshästar och fick på så sätt fram många olika typer av hästar, bland annat till det franska kavalleriet. 
Dessa hästar hade en ganska kort men mycket intensiv levnadstid. Redan 1958 ersatte man anglonormand med selle français, som idag är en mycket populär häst inom ridsporten. Men anglonormandiska hästar användes även för att utveckla en stor del av dagens modernare, europeiska hästraser – bland annat många olika varmblodshästar, den franska travhästen samt även hästar som utvecklades i de franska kolonierna i Kanada. 
Idag är det vanligt att korsa hästar med engelska fullblod för att få fram sportigare och snabbare hästar, men begreppet anglonormand existerar inte längre, och de anglonormandiska hästarna räknas som utdöda. Den normandiska coben räknas dock oftast som den enda överlevande anglonormandiska hästen, även om denna utvecklades långt före de engelska fullblodens tid. Den häst som är närmast besläktad med de gamla anglonormandiska hästarna är selle français tillsammans med de två ungerska raserna nonius och furioso, som båda utvecklats ur anglonormandiska hingstar.

## Egenskaper
Anglonormandiska hästar förekom i många typer och storlekar då det inte var en egen eller fastställd ras. De kraftigare hästarna kallades oftast anglonormandisk cob och var vanligast som kavallerihästar eller inom jordbruket. De medeltunga hästarna användes mest som körhästar, och var föregångarna till de franska travhästarna. En lättare ridtyp som innehöll mer fullblod användes som ridhästar, och det var dessa som senare utvecklades till selle français. 